# Campionato uzbeko di calcio
Il campionato di calcio dell'Uzbekistan è stato creato nel 1992 a seguito della dissoluzione dell'Unione Sovietica e dell'indipendenza del paese (25 dicembre 1991). In precedenza le principali squadre uzbeke partecipavano ai vari livelli del campionato di calcio dell'Unione Sovietica mentre le altre si affrontavano annualmente in un torneo regionale che proclamava la squadra campione della RSS Uzbeka.
Il campionato, articolato su cinque livelli, è organizzato dalla UFF.

## Struttura
| Livello | Divisioni                                         |
| ------- | ------------------------------------------------- |
| 1       | Oʻzbekiston Professional Futbol Ligasi 16 squadre |
| 2       | O'zbekiston Pro ligasi 6 squadre                  |
| 3       | Uzbekistan Pro-B League 30 squadre                |
| 4       | Uzbekistan Second League 16 squadre               |
| 5       | O‘zbekiston Ikkinchi Ligasi                       |